# Bruno Silva
Bruno Silva, född 29 mars 1980, är en uruguayansk före detta fotbollsspelare. Hans position var högerback.
Han påbörjade sin karriär i Danubio i sitt hemland Uruguay och hann spela 83 matcher och gjorde 4 mål innan flyttlasset bar iväg till Ryssland och fotbollsklubben FK Rostov men där blev det bara 4 matcher. Han kom tillbaka till Danubio och spelade 23 matcher och gjorde 4 mål.
2005 bar det av till Holland och spel i FC Groningen framtill den 22 januari 2008 när storklubben Ajax köpte honom för nästan 4 miljoner euro. Kontraktet gick ut den 30 juni 2012.